# Drassodella septemmaculata
Espèce
Synonymes
- Prosthesima septemmaculata Strand, 1909

Drassodella septemmaculata est une espèce d'araignées aranéomorphes de la famille des Gallieniellidae.

## Distribution
Cette espèce est endémique d'Afrique du Sud. Elle se rencontre dans l'Ouest du Cap-Occidental et dans le Sud-Ouest du Cap-du-Nord.

## Description
La femelle holotype mesure 7 mm.
Le mâle décrit par Tucker en 1923 mesure 5 mm et la femelle 6 mm.
Le mâle décrit par Mbo et Haddad en 2019 mesure 4,80 mm et la femelle 6,36 mm, les mâles mesurent de 4,76 à 7,12 mm et les femelles de 5,98 à 6,40 mm.

## Publication originale
- Strand, 1909 : Spinnentiere von Südafrika und einigen Inseln gesammelt bei der deutschen Südpolar-Expedition. Deutsche Südpolar-Expedition 1901-1905. Berlin, vol. 10, no 5, p. 541-596 (texte intégral).